# Солончак
Солончаците са вид почви, формиращи се обикновено при засоляване на почвите в степите, пустините и полупустините в условията на отделителен воден режим (солите се издигат в горните почвени хоризонти вследствие на голямото изпарение от повърхността на грунтовити (подземните) води).

## Образуване
Солончаците се образуват в понижени участъци в степите, пустините и полупустините, върху глинеста водонепропусклива подложка. През пролетта в резултат от топенето на снега водите заливат тези понижени участъци, превръщайки ги в плитководни езера под името шори или сори (ед. ч. шор, сор), (на казахски: сор; на туркменски: шор), които след изпарението на водата се превръщат в солени кални тресавища, а през лятото напълно изсъхват и се превръщат в сухи солончаци с дебела солена кора на повърхността.

## Структура, видове
Напречният профил на солончаците е слабо диференциран на хоризонти. На повърхността често се натрупва солен хоризонт (пухкав, корков и др.), след това надолу следва слабо изразен или остатъчен хумусен хоризонт с жилки или петна от сол, а най-отдолу – засолена скална основа или водоносен слой. Солончаците се характеризират със значително съдържание на лесноразтворими соли (от 1 – 3 до 10 – 15%). В зависимост от начина на засоляване се различават два вида солончаци: с първично и вторично засоляване, като вторичните се образуват при неправилно напояване. Основните видове солончаци са полупустинните и сивоземните, като в тяхната класификация са положени остатъчните почвени признаци, от които те са образувани.

## Разпространение
Солончаците са разпространени в Централна Африка, Азия (Казахстан, Средна Азия), Европа (Прикаспийска низина, Северен Крим), Австралия, Северна Америка. При тяхното усвояване основната дейност е промиването, като едновременно с него се понижава нивото на грунтовите води чрез дренажи. След „окултуряването“ им върху тях може да се отглеждат селскостопански култури, характерни за съответната област.